# Bryan Gunn
Bryan James Gunn (Thurso, 22 dicembre 1963) è un allenatore di calcio ed ex calciatore scozzese, di ruolo portiere. È il padre di Angus, a sua volta calciatore.
Assieme a Mark Bowen, Robert Newman, Jeremy Goss, Chris Sutton e Ruel Fox, è primatista di presenze (6) con la maglia del Norwich City nelle competizioni calcistiche europee.

## Palmarès

### Competizioni nazionali
- Aberdeenshire Cup: 3

Aberdeen: 1980-1981, 1981-1982, 1982-1983
- Campionato scozzese: 2

Aberdeen: 1983-1984, 1984-1985
- Coppa di Scozia: 4

Aberdeen: 1981-1982, 1982-1983, 1983-1984, 1985-1986
- Coppa di Lega scozzese: 1

Aberdeen: 1985-1986

### Competizioni internazionali
- Coppa delle Coppe: 1

Aberdeen: 1982-1983
- Supercoppa UEFA: 1

Aberdeen: 1983